# راندال إس. ستريت
راندال إس. ستريت (بالإنجليزية: Randall S. Street)‏ هو محامي وضابط وسياسي أمريكي، ولد في 1780، وتوفي في 21 نوفمبر 1841. انتخب عضو مجلس النواب الأمريكي.